# Impacte ambiental de les vies terrestres

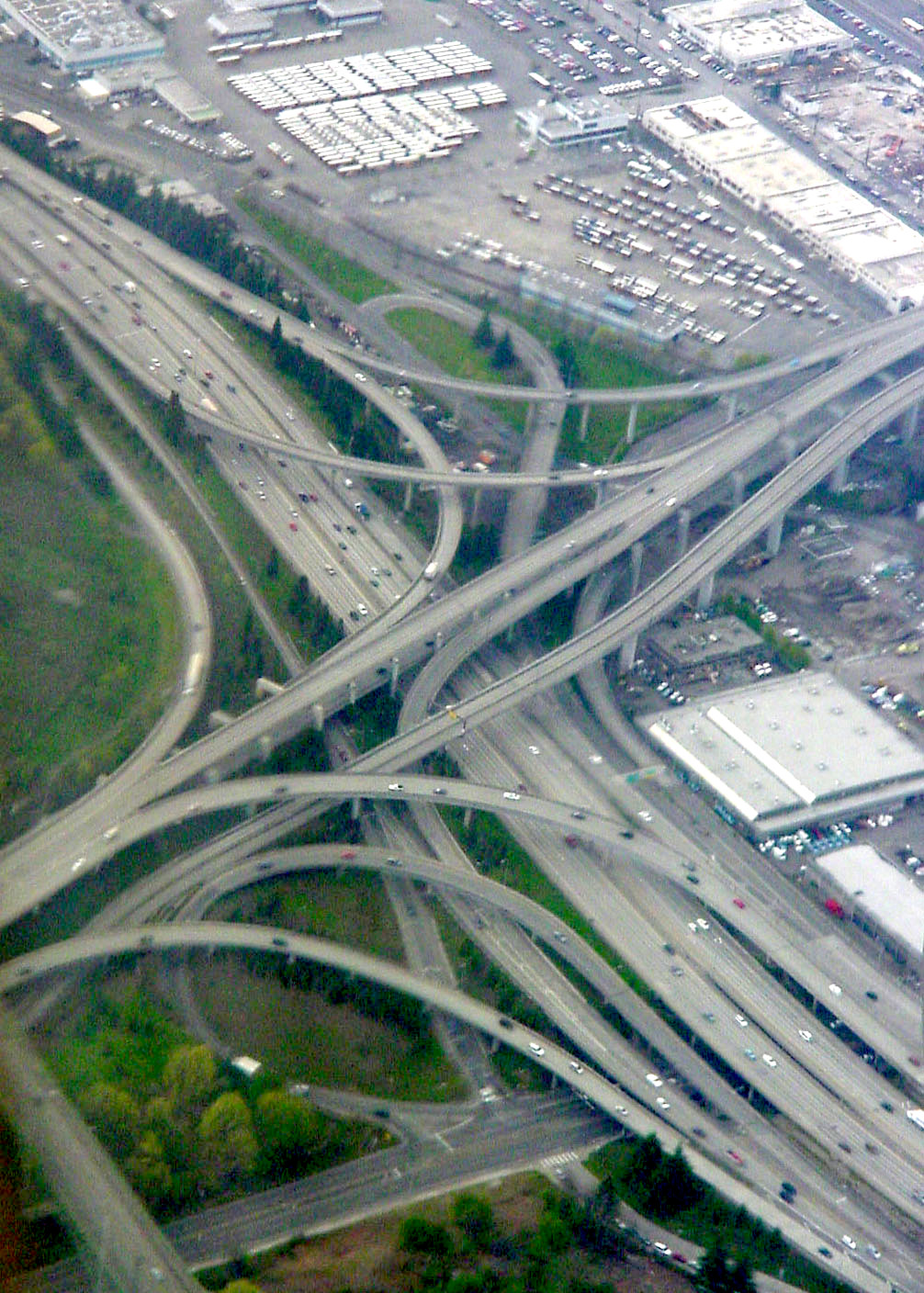
Un "trèvol" a Seattle, Washington, EUA, en el qual es creuen unes quantes vies

Les obres d'infraestructura de transport o vies terrestres, com ara els camins, carreteres, autopistes, o autovies, i vies ferroviàries, i les seues obres de creuament i enllaços, utilitzen àrees importants en el territori creant importants impactes ambientals en l'entorn.
Els beneficis socioeconòmics proporcionats per les vies terrestres inclouen la reducció dels costos de transport, en el temps de transport, el millor accés dels treballadors i dels productes locals als mercats més llunyans, i l'enfortiment de les economies locals per les quals passen aquestes vies.
No obstant això, les grans vies terrestres poden produir complexes impactes ambientals negatius.

## Impactes directes
Els impactes directes es donen des de la fase de construcció i durant tota la seva vida útil.
Els impactes més importants són aquells que corresponen a la neteja, anivellació o construcció del trespol: pèrdua de la capa vegetal i de biomassa, exclusió d'altres usos del terreny (abans potser la superfície es destinava a ús agrícola), modificació dels patrons naturals en el drenatge de l'aigua, canvis en el curs de les aigües subterrànies, erosió i sedimentació en rius i llacs, degradació del paisatge, destrucció d'enclavaments culturals, interferència en els costums i la mobilitat de la fauna silvestre, interferència en la mobilitat de la ramaderia, etc. Molts dels impactes no sorgeixen només en el lloc de construcció de les vies, sinó també en pedreres i altres llocs allunyats, relacionats amb la provisió de materials per a la construcció d'aquestes vies.
Addicionalment es poden donar impactes ambientals i socioculturals adversos tant en projectes de construcció com de manteniment, com a resultat de la contaminació de l'aire i del trespol, procedent de l'asfalt, la pols, i el renou dels equips de construcció i la dinamita emprada, l'ús de pesticides, el vessament de combustibles i olis en els equips de construcció, els fems generats, i la presència de mà d'obra no resident.
Els impactes directes deguts a l'ús poden incloure:
- Major demanda de combustible pels motors dels vehicles que usaran aquestes vies.
- Accidents més perillosos (per una major velocitat).
- Reemplaçament dels vehicles no motoritzats que abans s'usaven en la zona (bicicletes, carros de tracció animal…).
- Major contaminació de l'aire.
- Contaminació acústica.
- Producció i acumulació de fems (per exemple als costats de la mateixa via).
- Mort d'animals silvestres que intenten travessar la via.
- Contaminació de l'aigua per vessament continu de combustibles i olis per part dels vehicles de motor.
- Etc.

## Impactes indirectes
S'han associat molts impactes indirectes al millorament de vies terrestres, o a la construcció de noves vies. Molts dels impactes són a nivell socioeconòmic o sociocultural. Aquests inclouen:
- Degradació visual (per col·locació de panells i senyalització viària, per la mateixa via…).
- Urbanitzacions massives no planificades: la urbanització s'accelera en els llocs per on passen vies ràpides.
- Irregularitats en la compra – venda normal de propietats i terrenys, i especulació urbanística.
- Construcció de més camins i carreteres secundàries per enllaçar amb la via principal.
- Accés més immediat a zones inicialment allunyades de la massificació.
- Desplaçament de mà d'obra d'altres llocs: alteració en les economies domèstiques.

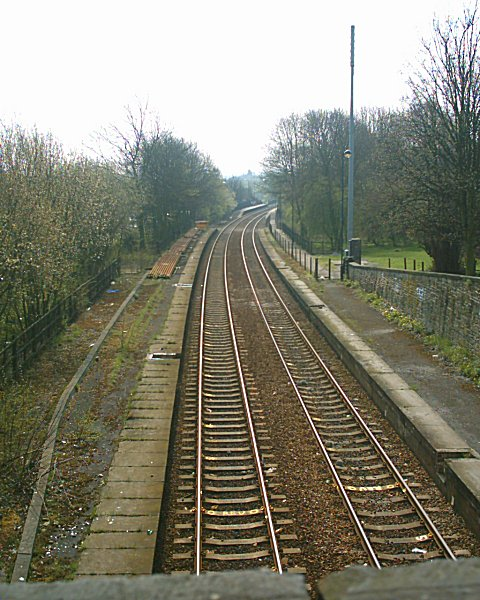
Les vies terrestres interrompen els mètodes tradicionals de comunicació entre humans.

### Pèrdua de terres agrícoles
Les terres millors per a l'agricultura (terres planes i amb bon drenatge) proporcionen una ruta ideal per a les grans vies terrestres. Per això moltes són construïdes en terrenys inicialment agrícoles. El desenvolupament induït, juntament amb l'augment de valor de les terres quan estan ben comunicades, pot conduir a una transformació de terres inicialment agrícoles cap a altres usos.

### Interferència amb els mètodes tradicionals de transport local
Els vianants i els vehicles de tracció animal i a pedal són importants en els camins de moltes zones del planeta, especialment aquells camins locals i rurals, i aquells que porten als principals mercats urbans. No obstant això, la millora de pavimentació d'aquestes vies secundàries o terciàries que no tengui en compte el volum de trànsit que es generarà pot resultar en un augment inacceptable d'accidents i la substitució dels sistemes més lents de transport.

### Implicacions globals
La construcció de camins i carreteres pot incrementar la demanda de vehicles motoritzats, de combustibles i d'olis lubricants. Si aquests han de ser importats, se pot complicar la balança econòmica de la zona. Per altra banda, pot deteriorar-se la qualitat de l'aire a nivell regional, i aportar-se més gasos d'efecte hivernacle a l'atmosfera.